# Akoestische gitaar
Een akoestische gitaar is een gitaar die zo gemaakt is dat haar klankkast als resonator optreedt waarbij deze een grotere hoeveelheid lucht in beweging brengt dan de snaren zelf kunnen. Hierdoor vergroot uiteraard het geluidsniveau.

## Soorten
Er bestaan verschillende soorten akoestische gitaren:
- Gitaren met nylon-, carbon- of darm(snaren) 
  - klassieke gitaar, de dunnere snaren van nylon, de andere van metaalomsponnen zijdevezels
  - flamencogitaar

- Gitaren met metalen snaren 
  - westerngitaar, ook flattopgitaar of steelstringgitaar genoemd
  - archtopgitaar (bovenkant is gebogen), ook weleens niet-elektrische jazzgitaar genoemd
  - Resonatorgitaar, Akoestische gitaar met metalen klankkast. Soms ook Dobrogitaar genoemd.
  - Russische of 7-snarige gitaar, die een extra bassnaar heeft
  - Harpgitaar, een gitaar met een aantal toegevoegde vrije tokkelsnaren.

De eerste vier worden op dezelfde manier gestemd en de vingerzetting voor het vormen van akkoorden verschilt niet. Toch hebben ze elk hun eigen geluid.